# Pedro de Montenegro
El príncipe Pedro Petrović-Njegoš de Montenegro, gran duque de Zahumlie (en serbio: Петар Петровић-Његош) fue un soldado en las Guerras de los Balcanes y la Primera Guerra Mundial y miembro de la Familia Real de Montenegro.

## Primeros años
El príncipe Pedro nació en Cetiña, el hijo menor del príncipe Nicolás I de Montenegro y su consorte Milena de Montenegro. Fue bautizado el 19 de enero de 1890 en Rijeka, sus patrocinadores fueron el emperador Alejandro III de Rusia y la duquesa de Edimburgo. Fue educado en Heidelberg.
El príncipe Pedro, que sirvió en el ejército terrestre de Montenegro, había estado esperando una guerra desde la anexión austrohúngara de Bosnia y Herzegovina en 1908, escribiendo a su sobrino, el príncipe heredero Jorge de Serbia en ese momento, le manifestó su deseo de que se encontraran en el "campo carmesí". Pasarían otros cuatro años antes de que el estallido de la Primera Guerra de los Balcanes (1912-1913) significara que finalmente entrara en acción. El príncipe Pedro inició simbólicamente el conflicto disparando el primer tiro contra las fuerzas turcas.
Como hijo menor del rey y, por lo tanto, con pocas probabilidades de heredar el trono de Montenegro, se habló del príncipe Pedro como candidato al trono de Albania después de que ese país lograra la independencia del Imperio Otomano en 1912. Sin embargo, nunca salió nada de ello y al final el trono fue entregado al príncipe alemán Guillermo de Wied.

## Primera Guerra Mundial
El príncipe Pedro vio más acción durante la Primera Guerra Mundial. A finales de agosto de 1914, durante el primer mes de la guerra, el príncipe Pedro estaba al mando de la defensa de Lovćen cuando fue atacada por los austriacos. Con la ayuda de una flota naval anglo-francesa logró liderar un contraataque exitoso y su ejército logró matar y capturar a muchos soldados y cañónes de artillería austríacos. En marzo de 1915, su ejército había avanzado hacia territorio austríaco y ocupaba un tramo de 30 millas desde Spizza hasta una fortaleza al sur en la Bahía de Cattaro.
En mayo de 1915 tuvo lugar en Budva una reunión muy controvertida entre el príncipe Pedro y el coronel austríaco Hupka, exagregado militar en Cetiña. Lo único que el príncipe Pedro reconoció que ocurrió en la reunión fue que pidió a los austriacos que detuvieran el bombardeo de ciudades con sus aviones y que actuaba siguiendo instrucciones de su padre. Sin embargo, también se llevaron a cabo una serie de acuerdos, entre ellos el suministro a los austriacos de sandalias nacionales serbias, para que pudieran escalar las rocas más fácilmente; y dando una orden verbal y luego escrita a sus dos brigadistas de que no debían resistir a los austriacos y permitirles capturar a Lovćen.
Después de la rendición de Lovćen por parte del príncipe Pedro en 1916, la guerra se había vuelto contra Montenegro en favor de los austriacos numéricamente superiores. En enero de ese año junto con sus padres el Príncipe Pedro salió de Montenegro rumbo primero a Roma y luego a Francia donde se unieron al resto de la Familia Real, todos excepto su hermano el Príncipe Mirko de Montenegro quien se quedó atrás para organizar la defensa del país.

## Exilio y matrimonio

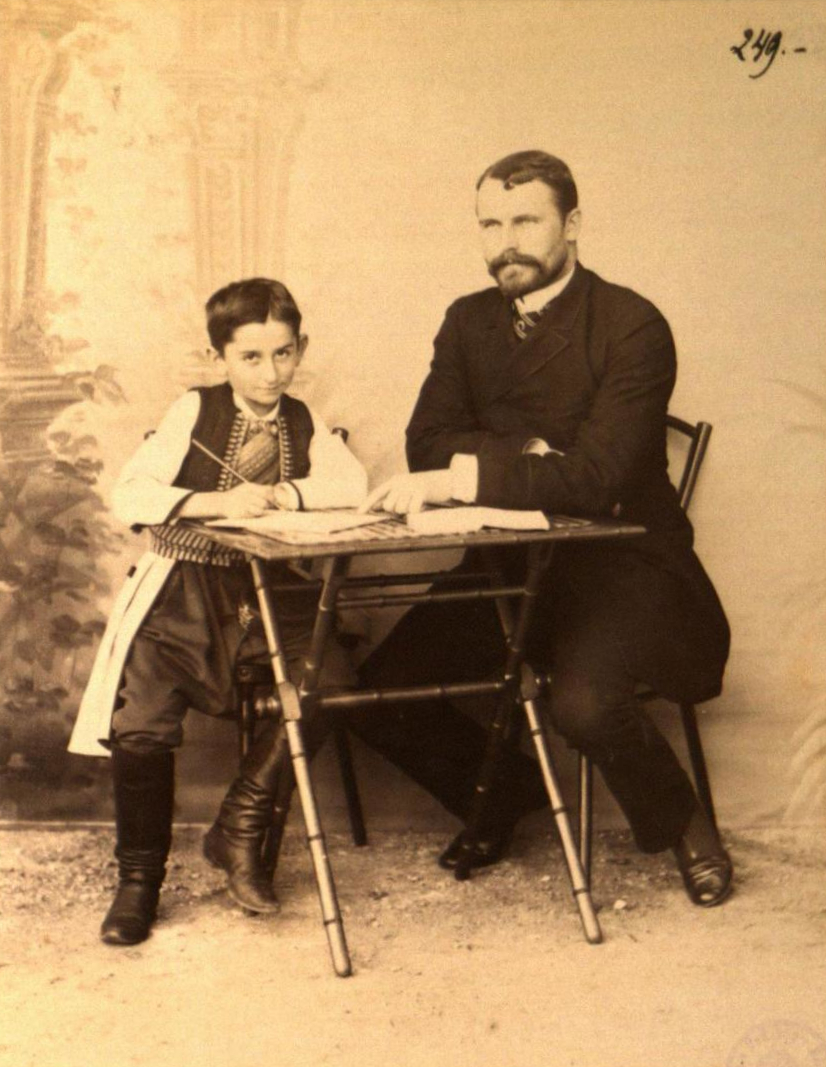
Príncipe Pedro con su tutor Charles Piguet (ca. 1900)

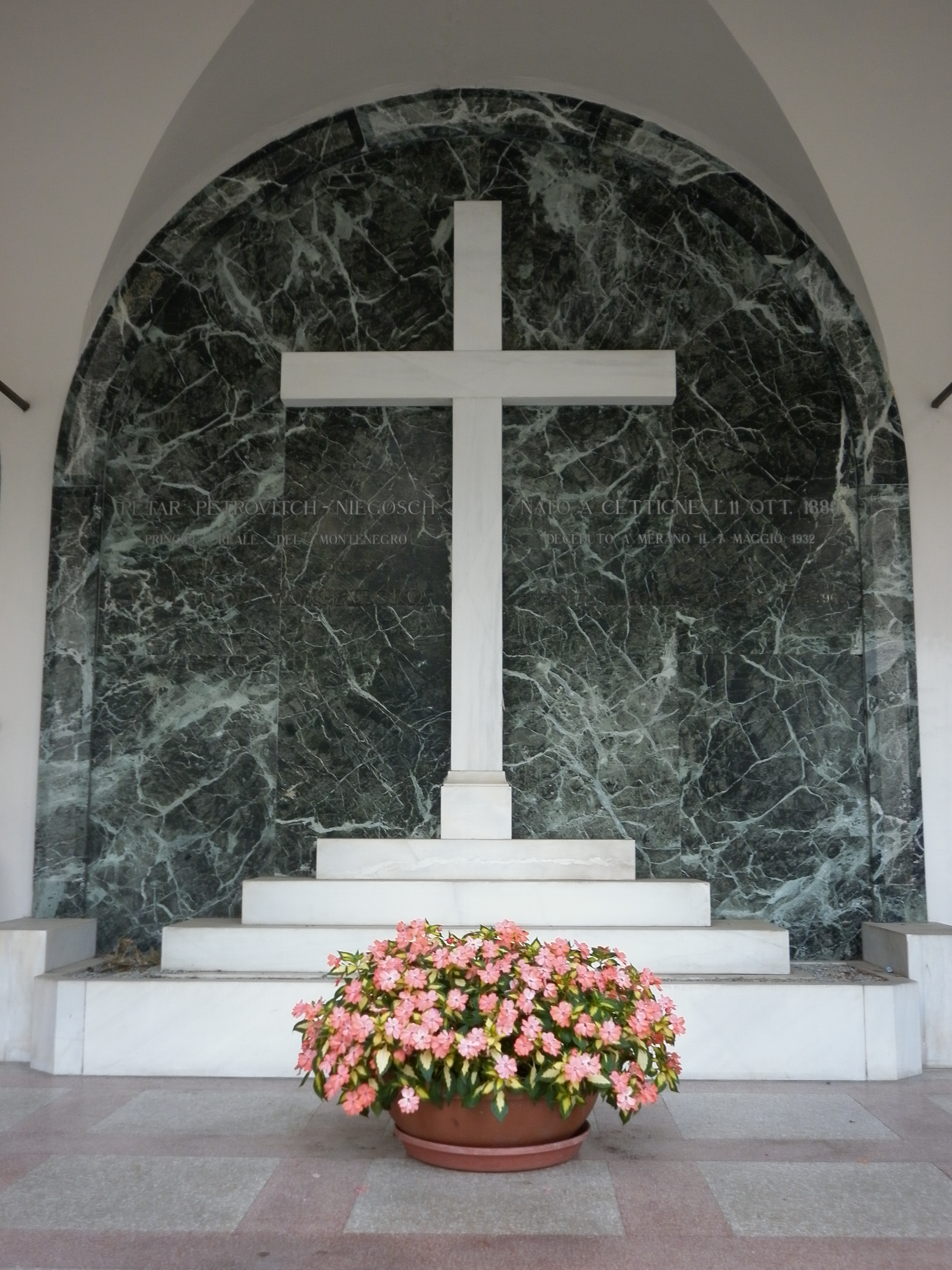
Tumba del Príncipe Pedro de Montenegro en Merano, Italia

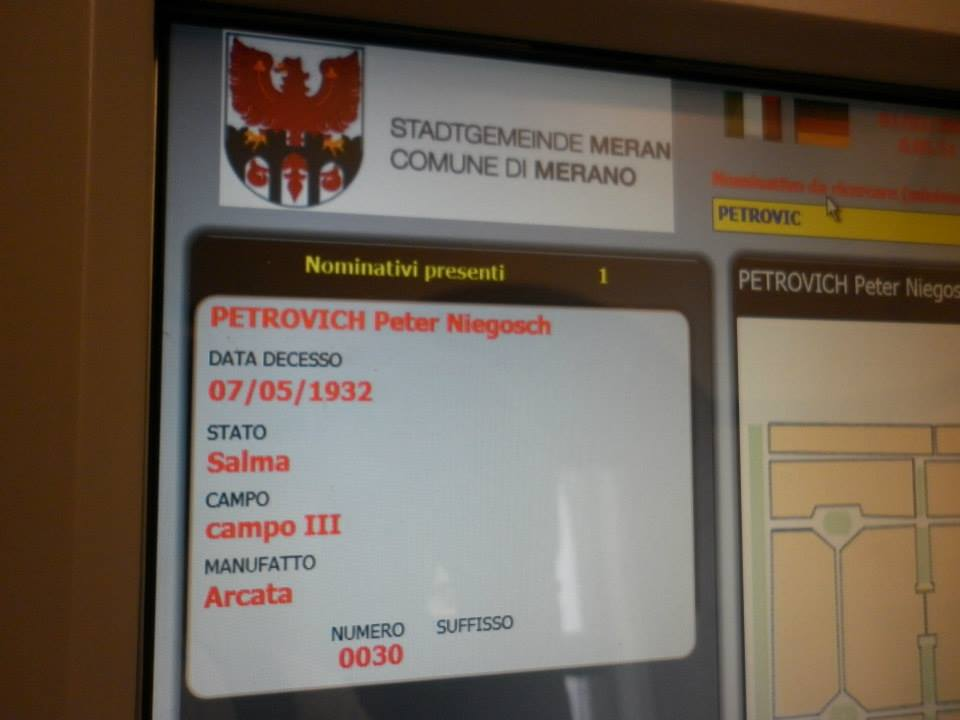
Merano, Italia

En el otoño de 1918, mientras aún estaba exiliado en Francia, el príncipe Pedro conoció a una mujer casada llamada Violette Brunet (de otro modo Violet Brunetta d'Usseaux) cuyo marido (el noble italiano Sergio Brunetta d'Usseaux) estaba al servicio de su padre, el rey Nicolás I de Montenegro. Habiéndose enamorado de ella y deseando casarse con ella, el príncipe Pedro le escribió a su padre ordenándole que arreglara el matrimonio. Cuando su padre se opuso, el príncipe Pedro intentó chantajearlo, amenazándolo con revelar secretos dañinos sobre la rendición de Lovćen. En cualquier caso, el padre del príncipe Pedro murió en 1921. Con el fin de la Primera Guerra Mundial, el príncipe Pedro y la familia real montenegrina fueron exiliados y se les negó la posibilidad de regresar a su reino cuando la Asamblea de Podgorica decidió unir Montenegro con los demás  tierras eslavas como parte del Reino de Yugoslavia.
Se dice que fue junto a la cama de un amigo moribundo que el príncipe Peter conoció a la intérprete de music hall nacida en Londres, Violet Emily Wegner (Violette Brunet), hija de William Wegner, un detective de policía, y su esposa, Arabella Eliza Darby. Violet se había casado con el conde Sergio Brunetta d'Usseaux en Londres en 1912. D'Usseaux era hijo del conde Eugenio Brunetta d'Usseaux, quien había sido el secretario general del Comité Olímpico responsable de revivir los juegos y administrar los Juegos Olímpicos de Londres de 1908. Eugenio murió en circunstancias misteriosas en 1919 y su cuerpo nunca fue recibido en el lugar previsto para su entierro. Eugenio había estado buscando noticias de un hijo desaparecido en Rusia después de la Revolución de Octubre, que podría haber sido su hijo Sergio. No hay información confirmada sobre la muerte de Sergio. Se aceptó la propuesta de matrimonio del príncipe Pedro con Violet, lo que sugiere que el matrimonio anterior de Violet terminó, probablemente por la muerte de Sergio. Se dice que la madre de Violet convenció a la pareja para retrasar el matrimonio ya que el príncipe Pedro tenía una reclamación de indemnización contra el gobierno yugoslavo (estimada en 6 millones de libras esterlinas por la confiscación de las propiedades de la familia real en Montenegro). La madre de Violet temía que si el príncipe Pedro se casaba con su hija, una plebeya, podría poner en peligro su reclamo. Se afirma que ella le aconsejó que cobrara el dinero antes de casarse con su hija. Después de varios años de intentos fallidos de conseguir el dinero, el príncipe Pedro intentó llegar a un acuerdo con el gobierno yugoslavo mediante el cual abandonaría su reclamación de 6 millones de libras esterlinas por 2 millones de libras inferiores. Después de ir a Belgrado y firmar la documentación, el gobierno le dijo que, habiendo aceptado aceptar 2 millones de libras esterlinas, la suma no le sería remitida hasta una fecha posterior. Sin embargo, el príncipe Pedro se casó con Violet en París el 29 de abril de 1924 antes de haber recibido ningún pago. Después del matrimonio, la esposa del Príncipe Pedro se convirtió en SAR la Princesa Ljubica de Montenegro.
En 1932, el príncipe Pedro murió en Merano a la edad de 42 años. Su esposa, la princesa (Violeta) Ljubica de Montenegro, murió en Montecarlo el 17 de octubre de 1960. No tuvieron hijos.